# Comunicazioni (forze armate)
Le comunicazioni militari consistono nei collegamenti e nelle comunicazioni radio, telefoniche e digitali, sia tattici sia strategici. L'efficienza delle trasmissioni si è resa sempre più necessaria per il collegamento dei reparti e per la riuscita dei disegni operativi.
Le comunicazioni o trasmissioni sono organizzate nelle forze armate come Arma o corpo, responsabile delle comunicazioni militari. Molti paesi hanno un Corpo delle comunicazioni (inglese: Signal Corps) che generalmente fa parte dell'esercito di quello stato.

## Nel mondo

### Italia
in Italia le trasmissioni sono un'Arma dell'Esercito. L'arma delle trasmissioni è divisa in due specialità: telematica e guerra elettronica; la telematica si occupa dei collegamenti sia tattici che strategici e delle contromisure elettroniche, sia in patria che nei teatri operativi, mentre guerra elettronica si occupa delle intercettazioni delle comunicazioni nemiche e del disturbo delle stesse.

### Regno Unito
Nel Regno Unito il Royal Corps of Signals o RCS ("Regio Corpo dei Segnali" in inglese) è un reggimento dell'esercito britannico, costituito nel 1884 con la denominazione Telegraph Battalion Royal Engineers, specializzato nelle comunicazioni radio sui campi di battaglia.

### Stati Uniti
Negli Stati Uniti i Signal Corps sono i corpi di comunicazione dell'esercito americano, che si sono costituiti intorno al 1860 durante la guerra di secessione americana. Nel corso della seconda guerra mondiale in seguito alla riorganizzazione del Dipartimento di guerra dal 9 marzo 1942, il Signal Corps è diventato uno dei servizi tecnici dei servizi dell'esercito ed ha servito sia la componente terrestre sia l'aviazione dell'esercito.
Il comandante dei Signal Office dell'esercito (CSO) era responsabile di stabilire e mantenere comunicazioni del servizio delle scuole per gli ufficiali e dell'arruolamento dei soldati. L'unico luogo di formazione del Signal Corps prima della guerra era Fort Monmouth nel New Jersey. Per stare al passo con la richiesta di più specialisti delle comunicazioni, il CSO ha aperto altre strutture di formazione: Camp Crowder nel Missouri, Camp Kohler in California e Camp Murphy in Florida.
Il Signal Corps Orientale Training Center di Fort Monmouth aveva in corso per ufficiali, quello di allievo ufficiale, una centro arruolamenti e un centro di formazione di base t Camp Wood. La scuola operato dal 1941 al 1946 e licenziato 21033 sottotenenti per il Signal Corps. Il primo corso ebbe inizio il 1º giugno 1941 e includeva 339 ufficiali e 19 Warrant Officers.